# 闇金融
闇金融（やみきんゆう）とは、国や都道府県に貸金業としての登録を行っていない業者、もしくは正規に貸金業の登録を行っていながら出資法に違反する高金利を取る業者を指す。

## 概要
貸金業を営む場合は国（財務局）や都道府県に貸金業としての登録を行う必要があるが、闇金融はこうした登録を行わずに出資法の制限を超える金利を課して人権を無視した取り立てを行うもの、または登録しながらも同様の犯罪を起こすものである。
一般的に貸金業を営む場合には、貸付を行うための多額の資本金が必要となるが、ほとんどの闇金融は資本金を暴力団などの反社会的勢力から出資を受ける代わりに利息から得られた収益の一部を暴力団に上納している。闇金融は暴力団などの反社会的勢力が密接に関係している場合がほとんどであるが、なかには反社会的勢力との関係を持たない個人闇金も存在している。
闇金融は例えば2万円を貸して10日ごとに1万2000円を利息として支払わせるというような手口が知られている（年利に直すと2,190%）。ダイレクトメールや携帯電話などを用いて勧誘したり、スポーツ新聞や成人向け雑誌などに広告を掲載、または電柱、公衆電話などに広告を貼り付ける違法広告も知られている。官報などを見て自己破産者などを対象にダイレクトメールを送り付ける場合がある。
当初は非常に低利な融資条件を提示するが、実際に貸す段になると上記のような超高金利を求めるというパターンが多く、保証金などの名目でお金を騙し取り融資をしない融資詐欺（貸します詐欺）もある。
主に電機メーカー、自動車メーカー、都市銀行などの大手企業や上場企業に酷似した商号やロゴを使用してあたかもグループ会社であるかのように詐称し、「○○のグループ会社なら安心」と誤認させ営業することが多い（これらの企業とは全く無関係）。ヤミ金の本拠地は東京、横浜、大阪、名古屋、札幌、福岡といった大都市圏にあることが多い。もっともHP上に住所、代表者の氏名、貸金業登録の許可番号が明記されていない (あっても偽の番号)ので一般的には見分けがつきやすいが、注意を要する。
貸金業法により、無登録業者が貸付の媒介、チラシ等による貸付の勧誘を行い実際の貸付に至らなかった場合でも無登録営業として法律に抵触することになる。

## 実態
厳密な定義はなされていないが、下記のいずれかひとつでも該当すれば闇金融に当たるとされている。
- 無登録の業者全て（金利の高低は無関係であるが、年率20.0%の金利や、取り立ての制限を守っている業者は皆無とみてよい）。
- 登録しているものの、出資法の制限を超える金利を課す業者（トイチ参照）。高金利により登録を取り消された業者の中には日本貸金業協会の会員もあった。
- 登録番号を非表示、あるいは偽る業者（090金融は全て非表示。仮に固定電話の番号を表示していても、登録番号を偽る業者も多い）。
- 電話番号が「携帯電話のみ」または「固定・携帯電話の番号を併記」している業者（いわゆる090金融）で、固定電話の番号を表示しない業者（登録および広告では「固定電話の番号のみ」で表示しなければならない。飛ばし携帯の番号ではほとんど足がつかず、摘発が極めて困難なため、「携帯電話の番号のみ」や、「固定電話の番号と併記」する形の登録も認められない）。
- 「あなたの信用状態では貸せない、しかし○○社なら貸してもらえるかもしれない」などと、別の貸金業者や闇金融を紹介するというものもある。紹介された先で金が借りられたら「それは当社が紹介したから」などと言って紹介料を騙し取るタイプのもの。いわゆる「紹介屋」。
- 無保証・無担保で多額の金額（数百万～一千万）を、極端な低金利（年利数パーセント）で貸し出すといった、一般的にはありえない条件の誇大広告をしている業者。

実在する大手の信販・クレジットカード会社ならびに銀行・証券会社・消費者金融・生命保険会社といった金融業や、一般企業（富士通・パナソニック・東日本旅客鉄道、ヤマト運輸など）の社名（グループ会社）であることを騙り、または同社のロゴ（商標）を無断で使用したダイレクトメールで広告を送付してくる事例も各社の公式サイトやプレスリリース上で告知されている（融資詐欺、サラ金カード#概要、アプラスフィナンシャル#模倣チラシを参照）。
後者の一般企業群は個人事業主へ一方的に送付した事業者金融の印刷物で使われているが、かつての三洋電機クレジットのような事業者金融も手がける電機メーカーの子会社も存在するため、見分けがつきにくい。
これらは実際には闇金融として融資するのではなく「融資するために金の振込が必要」と騙り、金銭を詐取する融資詐欺に該当するケースも多い。
闇金融の中には、下に列挙する貸金業法違反行為を犯し、あるいは違反すれすれの行為により取立てを図る業者もある。
- 年金、生活保護、児童扶養手当を担保に融資し、10日ごとに1割または5割の利息を請求する
- 給料債権を買い取ることで資金を貸し付ける（給料ファクタリングを参照）
- 夜間の取立て、日中の執拗な取立て
  - 取立てにおける不退去、住居侵入、暴行、脅迫、監禁など
- 借り手に生命保険や自動車保険を掛け自殺した場合に保険金より取り立てる
  - 加えて借り手の自殺誘導[注釈 1]や交通事故偽装による保険金詐欺
- 特定公正証書(強制執行認諾付公正証書)作成のための委任状を取得する、利息制限法を越える契約についての特定公正証書作成の嘱託を受ける等
  - よって公正証書により債務名義を取得し、借り手財産に合法的に強制執行を行う
- 過剰貸付[注釈 2]。
- グレーゾーン金利での貸付[注釈 3]
- みなし弁済による抗弁[3]。
- 借り手に対して性行為を求める（ひととき融資を参照）

その他の手口として、
- 意図的に借り手またはその同居家族（借り手等）に対して訴訟を起こし、訴状送達（真正訴訟であるから訴状も真正である）して借り手等の対応を見る。動揺を誘い取立てしやすくしたり[注釈 4]、あるいは借り手等の怠慢により受領した訴状を徒に放置する事を誘う。訴状を放置したり、または勘違いして受領を拒否したとしても、差置送達[4]、出会送達[5]、補充送達[注釈 5]、付郵便送達、公示送達により法律的には訴状送達完了となる。すると訴訟は被告（借り手）の関与しないまま欠席裁判により原告（闇金融）主張がそのまま判決、債務名義となり、被告の財産に対する強制執行の段階で初めて気づくと言う事態も起こりうる[注釈 6]。
  - なお訴状は特別送達により送付されるため、相当な怠慢等が無い限り見過ごす事は無いであろうが、高齢者のみの世帯や独居老人[注釈 7]など、若干でも認知力が低下している場合や、逆に頑迷であるために勘違いして受領を拒否する虞れがある場合には、厳重な注意が必要である。
  - 民事訴訟を起こすのには資格制限、犯歴制限などはない[注釈 8]。

## 闇金融の実例
※財務局などから無登録業者として公表、あるいは経営者が摘発されたものの一例。当然ながら社名にある大手企業とは（資本・人材を含めて）一切無関係である。中には前述のように、大手企業のロゴやイメージカラーを無断で使用し、あたかもグループ会社であるように詐称したものもある。
- ゼロックス
- 救心
- ワコール
- エイベックス
- 富士通ファイナンス
- 三菱第一信用
- ヤンマークレヂット
- イオンクレジットホールディングス・イオンバンク・イオンコミュニティ[6]
- イオン調査事務所・サティ[7]
- みずほホールディングス[注釈 9]
- みずほトラディショナル
- みずほ銀行インターネットカード事業部[注釈 10]
- みずほ信用（保証）[注釈 11]
- みずほ総合信販
- みずほキャッシング（センター）
- みずほダイレクト
- みずほファイナンス
- 日本信販ファイナンス
- 三菱重機レンタル
- アリコクレジット
- JOMOファイナンス・JOMOクレジット・JAPAN ENERGY/ジャパンエナジー/JAPANエナジー[注釈 12]
- ホールディングジョモ
- JR東日本信販・ビュー総合クレジット[8]
- サンケイ信販
- 三井住友ファイナンス[注釈 13]
- 日興コーディアルファンド
- JAL信用信販
- ニッセンクレジット
- 東芝クレジット[注釈 14]

また、最近見かけるケースでは、一見、大手消費者金融と全く同じ名称の広告DMに見える郵便物（郵便はがきで印刷されることが多い）を使い、書かれているフリーダイヤルに電話をかけると実際は闇金融で違法な取立てに遭うという事件も多発している。
これらはその金融会社の住所が全く記載されていないか、記載先の住所と消印の郵便局の所在地が明らかに掛け離れている（本社が東京都豊島区と書いてあるのに、消印が広島県広島市内や神奈川県横浜市内の郵便局であるなど）のと、郵便はがきに大手消費者金融の広告をそのまま市販のスキャナーで取り込み、電話番号を書き換えた上でカラープリンターでカラーコピー印刷をしただけの粗悪なものがほとんどなので区別は可能であるが、大手の消費者金融の広告と勘違いしてしまうケースが多い。大手・準大手の消費者金融のほとんどはダイレクトメールでの融資の勧誘を一切行っていないので、これらを名乗るダイレクトメールは偽物と考えてよい。
ソフト闇金とは、丁寧な対応や取り立てが厳しくないことを売りとしている闇金融のことであり、基本的には店舗を持たず電話や自社のHP、ツイッターなどのSNS上で営業を行なっている。

## 闇金融の金利の例
| 俗称等             | 意味             | 年利換算(単利) | 年利換算(複利)     |
| ------------------ | ---------------- | -------------- | ------------------ |
| トイチ             | 10日で1割        | 365%           | 3,143%             |
| ゴイチ             | 5日で1割         | 730%           | 105,015%           |
| トサン             | 10日で3割        | 1,095%         | 1,441,798%         |
| トゴ               | 10日で5割        | 1,825%         | 267,504,319%       |
| タテゴ             | 1週間で5割       | 2,607%         | 152,020,222,822%   |
| トジュウ           | 10日で10割       | 3,650%         | 9,718,401,599,823% |
| アスイチ・カラス金 | 1日で1割         | 3,650%         | 1.283305580×1017%  |
| 週倍               | 1週間で返済額2倍 | 5,214%         | 4.972377122×1017%  |
| ヒサン             | 1日で3割         | 10,950%        | 3.884396839×1043%  |

## 対策
具体的な対策法はまず、怪しいと感じたら各都道府県の消費者センターやヤミ金ホットラインに相談することである。いずれにせよ少しでも怪しいと感じたら絶対に借りないことが第一である。
無登録貸金業の場合には貸金業法違反、出資法の上限金利（2010年6月8日の改正では年20.0%）を超える金利を設定した場合には出資の受入れ、預り金及び金利等の取締りに関する法律（出資法）に違反する。その他の違法行為についても刑事罰や、登録貸金業者であれば行政処分の対象となる。貸金業登録の有無にかかわらず、組織的な犯罪の処罰及び犯罪収益の規制等に関する法律（組織犯罪処罰法）に抵触すれば加重処罰される。
ヤミ金対策に積極的に取り組んでいる弁護士や司法書士が存在し、交渉力がある弁護士や司法書士の場合は、即日で取り立てが無くなることが多いようである。

## 闇金融の動向
グレーゾーン金利の撤廃により、消費者金融の審査が厳しくなり、消費者金融で融資を断られた者が闇金融に手を出すことが懸念されている。ただ、これまで多重債務者が消費者金融への利払いのために闇金融に手を出したり、消費者金融を利用できない自己破産者が闇金融に手を出すというケースがほとんどだったので、上限金利引下げにより一時的には闇金融が増えても、中長期的には多重債務者や自己破産者の減少により、闇金融は減少するという説もある。
2005年（平成17年）1月27日の福岡高裁判決(平成16年(ﾈ)第752号事件)を初めとする下級審判例にて、ヤミ金の貸付契約は公序良俗に反して無効とされた。さらに、平成20年6月10日最高裁判例(平成19(受)569号事件)により、ヤミ金による貸付金は民法708条の不法原因給付であり、被害者からヤミ金への損害賠償請求では、貸付金を利益相殺しないことが確定した。
この二つの判例により実質的に、下記の事項が訴訟上認められた。
- 闇金融から借りた金は、元金も含めて返還する必要がない
- 加えて、借りた後に闇金融に対して支払った金品は、その全額を返還請求できる（ただし元々が犯罪性のある狡猾な組織であるから、回収に実効性があるかは議論の余地がある）

2007年1月20日より改正貸金業法により闇金の刑事罰が従前の「5年以下の懲役又は1,000万円以下の罰金又はその併科」から「10年以下の懲役又は3000万円以下の罰金又はその併科」（貸金3条1項,同47条1項）に引き上げられ、恐喝の罪と同等以上となった。また、各都道府県警察による悪質金融事犯への取締強化で、2007年の検挙件数は484件（前年比50%増）となり、闇金は成り立たなくなってきているという意見もある。利用口座の凍結が行われていることもあり、2012年には被害額が統計開始以来最少の109億円まで落ち込んでいる。
闇金融は債務者の返済が滞った場合、法的手段による債権回収は行わず、暴力的・脅迫的な取立てによる債権回収が行われる。このため自殺や夜逃げに追い込まれる多重債務者も少なくない。暴力的・脅迫的取立ては、借り手ばかりでなく、支払い義務のない家族・親族・近隣者にまで及ぶ。暴力的・脅迫的取立ての手段としては、電話が使われることが一番多いが、電報やFAX・手紙・貼り紙なども使用され、「お前を殺す」、「お前の家を燃やす」、「子どもをさらう」などの脅迫文言を使用した取立てによる債権回収が行われる。
2008年7月14日放映のNHKスペシャルでは、生活苦（自己破産したり、病気で仕事ができないなど）のためにやむを得ず闇金融に手を出す人々がいつの時代にも必ず一定数おり、闇金融側からすると「いい餌食」となっている現状や、客と業者ではなく、個人から個人への融資の形をとって貸し付けるために摘発しにくく、文字通りの「闇」金融になっているケースを紹介し、こうした事態を打開しようと活動を始めている自治体が実際にはまだ岩手県と鹿児島県の2県しかなく、闇金融完全撲滅の前途が厳しいことが描かれていた。
2013年には、法的にも利息制限法を超える109.5%の利息が認められている質屋として名目上許可を得るという「偽装質屋」が問題となるなど、新たな手口も登場している。
インターネット掲示板、個人間融資掲示板などで問題となっている口座売買などを持ちかけられるなど被害が出ている。